# Dacnomys millardi
Dacnomys millardi є видом пацюків з Південно-Східної Азії.

## Поширення й екологія
Цей маловідомий вид був зареєстрований зі східного Непалу, північно-східної Індії, південного Китаю (південний і західний Юньнань) і з прилеглих районів Лаосу та В'єтнаму в Південно-Східній Азії. Відомий лише за невеликою кількістю екземплярів з кількох розрізнених місцевостей. У Південній Азії, хоча він відомий лише з кількох місць у регіоні, вважається, що він дуже поширений. Цей гірський вид зустрічається приблизно від 1050 (Південна Азія) до 3000 метрів над рівнем моря. .

## Загрози
У кількох відомих місцевостях Південно-Східної Азії, схоже, немає серйозних загроз для цього виду. У Південній Азії головною загрозою цього виду є загальна вирубка лісів.